# 浅口市立金光中学校
浅口市立金光中学校（あさくちしりつこんこうちゅうがっこう）は、岡山県浅口市金光町占見にある公立中学校。

## 沿革
- 1947年（昭和22年） - 浅口郡金光町立金光中学校として開校。
- 2006年（平成18年） - 合併により浅口市立金光中学校と改称。

## 校訓
- 自主・責任・敬愛

## 部活動
- 陸上部
- バレーボール部「女子のみ」
- 卓球部「男子のみ」
- 野球部
- サッカー部
- ソフトテニス部「女子のみ」
- 剣道部
- 吹奏楽部
- 美術・クラフト部

## 主な出身有名人
- 田中勝:公立鳥取環境大学教授